# 예자조
예자조(버마어: ရေစကြိုမြို့ 예사쪼묘)는 미얀마 마궤주의 도시이다. 예자조는 친뒨강이 에야워디강으로 흘러 들어가는 곳 근처에 위치한다. 예자조 지역의 주요 도시이자 행정 센터이다. 예자조는 빠쿡구 구역의 두 번째로 큰 도시이다.
도시는 차웅우에서 빠쿡구까지 철도로 운행된다.